# Aleucanitis indecora
Aleucanitis indecora är en fjärilsart som beskrevs av Volker John 1910. Aleucanitis indecora ingår i släktet Aleucanitis och familjen nattflyn. Inga underarter finns listade i Catalogue of Life.